# Сражение при Фальмане
Сражение при Фальмане (фр. Bataille de Falmagne, нид. Slag bij Falmagne) — сражение, произошедшее 22 сентября 1790 года между австрийскими войсками и войсками Бельгийских Соединённых Штатов во время Брабантской революции.

## Перед сражением
В августе 1790 года австрийские войска фельдцейхмейстера фон Бендера начали вторжение в Бельгийские Соединённые Штаты и двинулись к Лимбургу. Бельгийцы пытались защитить его, но 13-го числа понесли большие потери в бою при Эрве. 3 сентября дивизия австрийской армии попыталась форсировать Маас у Кутисса, но потерпела поражение и в беспорядке отступила за реку. 
18 сентября 1790 года в Андуа состоялся военный совет, на котором в присутствии Анри ван дер Нота, президента Бельгийских Штатов, и депутатов конгресса было принято решение о генеральном наступлении на австрийцев: генерал Шёнфельд должен был двигаться на Марш-ан-Фамен, а Келер должен был взять Рошфор, где обе колонны должны соединиться. Для этой цели должна была собраться армия из 20 000 граждан, но в итоге общая численность собранного войска едва насчитывала 15 000 плохо обученных ополченцев.

## Ход сражения
22 сентября 1790 года отряд всего лишь из 5000 человек с четырьмя пушками под командованием генерала Кёлера пересек реку Маас у Мониа, чтобы атаковать высоты у Ансерема и Фальманя. Второй, также малочисленный, отряд из 2000 человек под командой Шёнфельда переправился через Маас южнее, в районе Астьера, чтобы помешать австрийским войскам, разбившим свой лагерь в Блемоне, прийти на помощь войскам, атакованным в Фальмане. 
Бельгийские войска быстро заняли холмы Ансерема и овладели несколькими пушками противника. Бой продолжался. Когда в качестве подкрепления прибыла австрийская кавалерия и взорвались взорвались два бельгийских зарядных ящика с порохом, патриоты были быстро отброшены за холмы, а затем за Маас. 
На южном фронте бельгийские войска захватили три пушки и взяли в плен 30 солдат противника, но вскоре пришли в замешательство и также отступили за реку. Генерал Шёнфельд, имея существенное численное преимущество, атаковал правый фланг австрийцев, но его атака была отбита.

## Результаты
Австрийские войска выиграли битву, а дезорганизованная армия патриотов отступила за Маас. Затем остатки бельгийских войск потерпят поражение при Намюре и дважды при Монсе. 3 декабря Брабантская революция завершится падением Брюсселя.